# Cucina lussemburghese

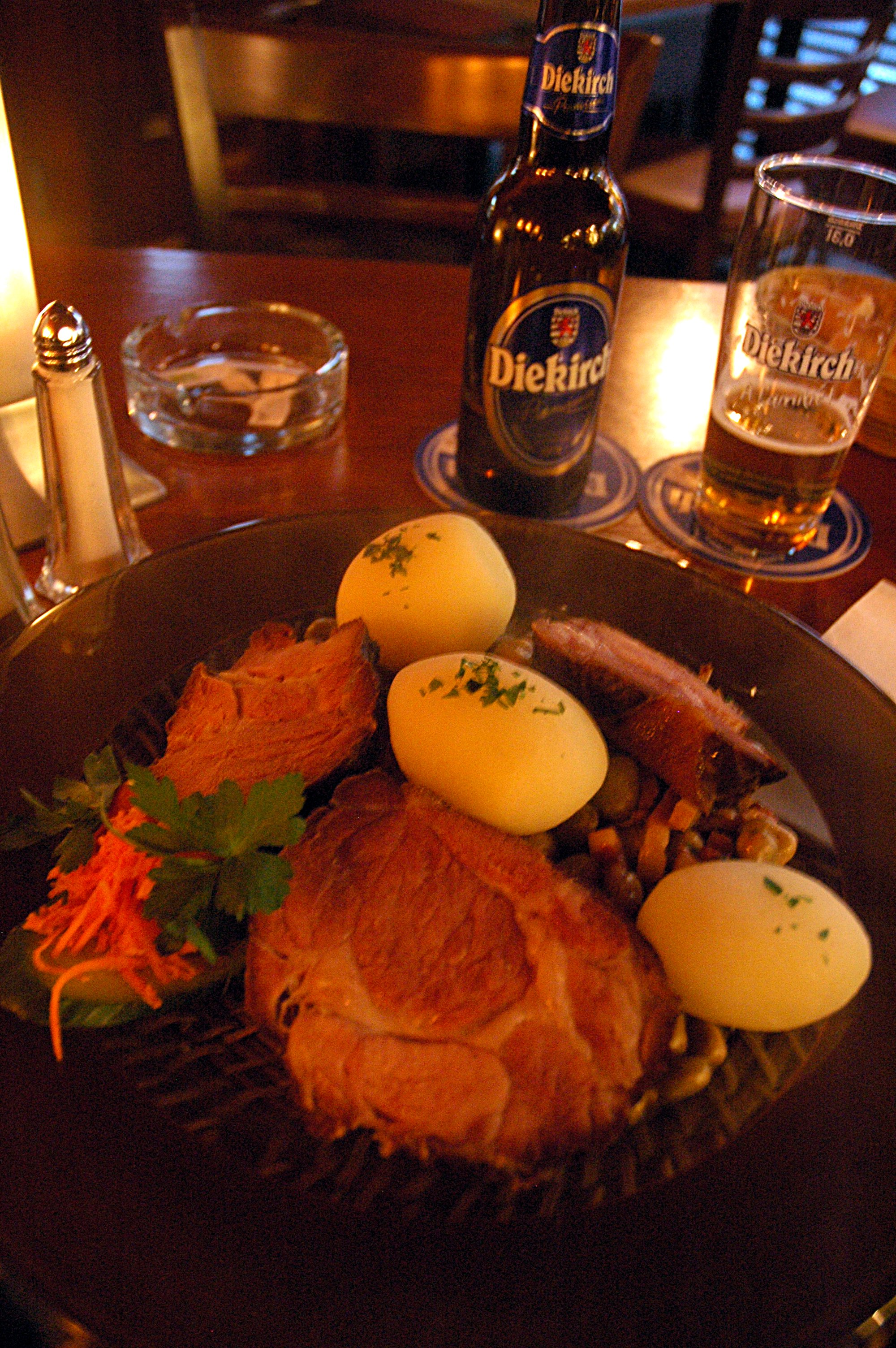
Judd mat Gaardebounen, servito con patate bollite e birra di Diekirch

La cucina lussemburghese è l'espressione dell'arte culinaria sviluppata in Lussemburgo, con forti influenze della cucina francese, belga e tedesca. A queste, si aggiungono le contaminazioni portate dalla cucina italiana e portoghese, come conseguenza dell'immigrazione dei rispettivi cittadini al termine dell'ultimo conflitto mondiale.

## Piatti tipici
Uno dei piatti tipici del Paese è lo Judd mat Gaardebounen, ossia carne di maiale accompagnato da fave. La carne di maiale è, infatti, il tipo di carne più utilizzata nell'alimentazione.
La lëtzebuerger grillwurscht, sono delle salsicce speziate, molto simili alle bratwurst della cucina tedesca. È servito, in particolar modo, dai venditori ambulanti.
Un altro piatto caratteristico della cucina lussemburghese sono i Gromperekichelcher, ossia delle crêpes di patate e cipolle, fritte con olio, servite con pomodori tagliati fini con prezzemolo e cipolle.

## Alcolici

### Vino

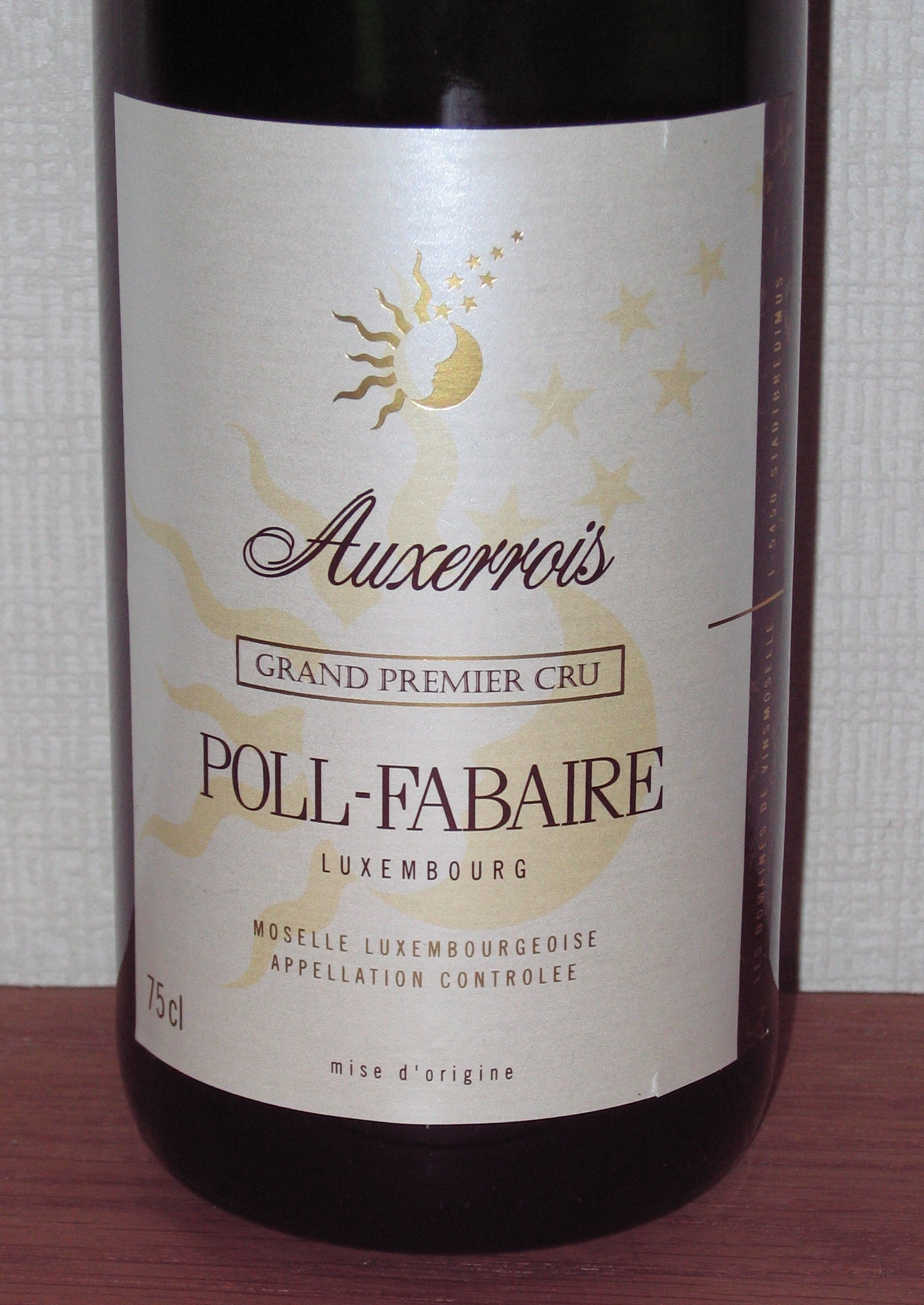
Una bottiglia di vino Auxerrois

Nel Paese è presente una storica zona vinicola che corre lungo la valle del fiume Mosella, per 42 km dalla città di Schengen a Wasserbillig.
Per tutelare la qualità dei propri vini, il Lussemburgo ha creato il 12 marzo 1935 il Marque Nationale des Vins luxembourgois, un marchio che garantisce la provenienza del vino dal Granducato e la qualità dello stesso.
I vitigni diffusi sono: Pinot grigio, Pinot bianco, Chardonnay, Pinot nero, Müller-Thurgau, Elbling, Traminer aromatico e Riesling

### Birra
Il Paese ha tre grandi produttori di birra: Diekirch, Bascharage e Drher 
e Wiltz. Oltre a questi birrifici, il Lussemburgo vanta diversi micro birrifici per la produzione di birra artigianale. Lo stile birrario maggiormente diffuso è la lager.